# Холодков, Михаил Николаевич
Михаи́л Никола́евич Холодко́в (19 сентября 1904, с. Затворное, Рязанская губерния — 3 июля 1980) — советский партийный и государственный деятель, заместитель министра внутренних дел СССР, начальник ГУИТЛиК (Главного управления исправительно-трудовых лагерей и колоний) и ГУМЗ (Главного управления мест заключения) МВД СССР, полковник внутренней службы.

## Биография
Родился в селе Затворное Горловского района Рязанской губернии. Вступил в ВКП(б) в 1932 году.
- 1938—1941 годы — учёба в Московской Всесоюзной промакадемии имени Кагановича[3].
- 1941—1946 годы — служба в РККА.
- 1946—1951 годы — работа на заводе № 43.
- 1951—1956 годы — первый секретарь Октябрьского райкома КПСС (Москва).
- 1952 год — избирался делегатом XIX съезда ВКП(б)[4].
- 1956 год — избирался делегатом XX съезда КПСС[5].
- с 28 апреля 1956 года[6] по 7 августа 1959 года[7] — заместитель министра внутренних дел СССР.
- с 6 мая 1958 года[8] по 31 марта 1960 года[9] — начальник ГУИТК—ГУМЗ МВД СССР.

22 июня 1960 года уволен в запас по возрасту.